# Campionati dei piccoli stati d'Europa di atletica leggera 2018
I II campionati dei piccoli stati d'Europa di atletica leggera si sono svolti a Schaan, nel Liechtenstein, il 9 giugno 2018 presso il Sportanlage Rheinwiese. Gli atleti hanno gareggiato in 22 specialità, 11 maschili e 11 femminili.

## Nazioni partecipanti
Hanno preso parte a questi campionati 17 nazioni (il Vaticano ha gareggiato fuori classifica):
- Albania
- Andorra
- Armenia
- Azerbaigian
- Cipro
- Città del Vaticano
- Georgia
- Gibilterra
- Kosovo
- Islanda

- Liechtenstein
- Lussemburgo
- Macedonia del Nord
- Malta
- Moldavia
- Monaco
- Montenegro
- San Marino

## Risultati

### Uomini
| Specialità                                                                              | Oro                                                                                            | Prestazione | Argento                                                                  | Prestazione | Bronzo                       | Prestazione |
| Corse piane                                                                             |                                                                                                |             |                                                                          |             |                              |             |
| 100 m                                                                                   | Paisios Dimitriadis Cipro                                                                      | 10"65       | Francesco Molinari San Marino                                            | 10"73       | Bachana Khorava Georgia      | 10"74       |
| 200 m                                                                                   | Kolbeinn Höður Gunnarsson Islanda                                                              | 20"89 w     | Paisios Dimitriadis Cipro                                                | 21"02 w     | Alexandru Zatic Moldavia     | 21"39 w     |
| 400 m                                                                                   | Ívar Kristinn Jasonarson Islanda                                                               | 47"76       | Vincent Karger Lussemburgo                                               | 48"01       | Edmond Murataj Albania       | 48"22       |
| 800 m                                                                                   | Musa Hajdari Kosovo                                                                            | 1'49"26     | Ion Siuris Moldavia                                                      | 1'50"39     | Astrit Kryeziu Kosovo        | 1'51"27     |
| 3 000 m                                                                                 | Yervand Mkrcthyan Armenia                                                                      | 8'24"87     | Maxim Răileanu Moldavia                                                  | 8'28"04     | Nikolas Fragkou Cipro        | 8'34"25     |
| Corse a ostacoli                                                                        |                                                                                                |             |                                                                          |             |                              |             |
| 110 m hs                                                                                | Rahib Məmmədov Azerbaigian                                                                     | 14"06       | Alexandr Cruselnitchii Moldavia                                          | 14"48       | François Grailet Lussemburgo | 14"72       |
| 400 m hs                                                                                |                                                                                                |             |                                                                          |             |                              |             |
| Salti                                                                                   |                                                                                                |             |                                                                          |             |                              |             |
| Salto in alto                                                                           | Charel Gaspar Lussemburgo                                                                      | 2,10 m      | Matteo Mosconi San Marino                                                | 2,07 m      | Sven Liefgen Lussemburgo     | 2,07 m      |
| Salto in lungo                                                                          | Izmir Smajlaj Albania                                                                          | 7,90 m      | Lasha Ghulelauri Georgia                                                 | 7,67 m w    | Arkat Hambardzumyan Armenia  | 7,57 m      |
| Lanci                                                                                   |                                                                                                |             |                                                                          |             |                              |             |
| Getto del peso                                                                          | Giorgi Mujaridze Georgia                                                                       | 19,52 m     | Ivan Emilianov Moldavia                                                  | 18,20 m     | Rafail Antoniou Cipro        | 13,89 m     |
| Lancio del disco                                                                        | Guðni Valur Guðnason Islanda                                                                   | 60,25 m     | Rafail Antoniou Cipro                                                    | 58,99 m     | Ştefan Mura Moldavia         | 56,99 m     |
| Lancio del giavellotto                                                                  |                                                                                                |             |                                                                          |             |                              |             |
| Staffette                                                                               |                                                                                                |             |                                                                          |             |                              |             |
| Staffetta svedese                                                                       | Islanda Kristinn Torfason Ari Bragi Kárason Kolbeinn Höður Gunnarsson Ívar Kristinn Jasonarson | 1'52"71     | Moldavia Alexei Morozov Andrei Daranuta Alexandru Zatic Andrei Sturmilov | 1'53"63     | Armenia                      | 1'56"10     |
| record dei campionati; record nazionale; record personale; record personale stagionale. |                                                                                                |             |                                                                          |             |                              |             |

### Donne
| Specialità                                                                              | Oro                                                                             | Prestazione | Argento | Prestazione | Bronzo                                                     | Prestazione |
| Corse piane                                                                             |                                                                                 |             | |             |                                                            |             |
| 100 m                                                                                   | Olivia Fotopoulou Cipro                                                         | 11"49       | Zakiyya Hasanova Azerbaigian                                                                                  | 11"61       | Patrizia van der Weken Lussemburgo                         | 11"67       |
| 200 m                                                                                   | Zakiyya Hasanova Azerbaigian                                                    | 23"56 w     | Guðbjörg Jóna Bjarnadóttir Islanda                                                                            | 23"61       | Charlotte Wingfield Malta                                  | 24"08 w     |
| 400 m                                                                                   | Kalliopi Kountouri Cipro                                                        | 54"64       | Gayane Chiloyan Armenia                                                                                       | 55"40       | Janet Richard Malta                                        | 56"38       |
| 800 m                                                                                   | Natalia Evangelidou Cipro                                                       | 2'07"63     | Oleseja Smovjenco Moldavia                                                                                    | 2'13"42     | Gresa Bakraçi Kosovo                                       | 2'13"88     |
| 3 000 m                                                                                 | Valeriia Zhandarova Georgia                                                     | 9'13"20     | Lilia Fisikovici Moldavia                                                                                     | 9'14"30     | Meropi Panagiotou Cipro                                    | 9'37"02     |
| Corse a ostacoli                                                                        |                                                                                 |             | |             |                                                            |             |
| 100 m hs                                                                                | Dafni Georgiou Cipro                                                            | 13"77       | Dimitra Arachoviti Cipro                                                                                      | 13"82       | Victoria Rausch Lussemburgo                                | 13"90       |
| 400 m hs                                                                                |                                                                                 |             | |             |                                                            |             |
| Salti                                                                                   |                                                                                 |             | |             |                                                            |             |
| Salto in alto                                                                           | Marija Vuković Montenegro                                                       | 1,86 m      | Despoina Charalambous Cipro                                                                                   | 1,73 m      | Þóranna Ósk Sigurjónsdóttir Islanda                        | 1,73 m      |
| Salto in lungo                                                                          | Filippa Fotopoulou Cipro                                                        | 6,20 m      | Ljiljana Matović Montenegro                                                                                   | 5,85 m      | Uliana Busila Moldavia                                     | 5,81 m      |
| Lanci                                                                                   |                                                                                 |             | |             |                                                            |             |
| Getto del peso                                                                          | Dimitriana Surdu Moldavia                                                       | 15,78 m     | Sopiko Shatirishvili Georgia                                                                                  | 14,56 m     | Salome Rigishvili Georgia                                  | 14,27 m     |
| Lancio del disco                                                                        | Dimitriana Surdu Moldavia                                                       | 53,13 m     | Thelma Lind Kristjánsdóttir Islanda                                                                           | 52,80 m     | Androniki Lada Cipro                                       | 51,29 m     |
| Lancio del giavellotto                                                                  |                                                                                 |             | |             |                                                            |             |
| Staffette                                                                               |                                                                                 |             | |             |                                                            |             |
| Staffetta svedese                                                                       | Cipro Olivia Fotopoulou Sanda Colomeiteva Kalliopi Kountouri Christiana Katsari | 2'11"36     | Islanda Tiana Ósk Whitworth Þórdís Eva Steinsdóttir Hrafnhild Eir R. Hermóðsdóttir Guðbjörg Jóna Bjarnadóttir | 2'11"36     | Malta Rachel Fitz Sarah Busuttil Ylenia Pace Janet Richard | 2'14"73     |
| record dei campionati; record nazionale; record personale; record personale stagionale. |                                                                                 |             | |             |                                                            |             |

## Classifica
| Pos. | Nazione            | Punti |
| ---- | ------------------ | ----- |
| 1    | Cipro              | 126,5 |
| 2    | Moldavia           | 104   |
| 3    | Islanda            | 98,5  |
| 4    | Lussemburgo        | 78    |
| 5    | Armenia            | 50    |
| 6    | Georgia            | 45    |
| 7    | Azerbaigian        | 36    |
| 8    | San Marino         | 32    |
| 9    | Montenegro         | 31    |
| 10   | Malta              | 26    |
| 11   | Albania            | 22    |
| 12   | Kosovo             | 17    |
| 13   | Andorra            | 10    |
| 14   | Monaco             | 9     |
| 15   | Gibilterra         | 7     |
| 16   | Liechtenstein      | 5     |
| 17   | Macedonia del Nord | 2     |